# Онил (Небраска)
Онил (енгл. ONeill) град је у америчкој савезној држави Небраска.

## Демографија
По попису из 2010. године број становника је 3.705, што је 28 (-0,8%) становника мање него 2000. године.
| Група             | 2000.         | 2010.         |
| Белци             | 3.654 (97,9%) | 3.406 (91,9%) |
| Афроамериканци    | 1 (0,0%)      | 7 (0,2%)      |
| Азијати           | 6 (0,2%)      | 6 (0,2%)      |
| Хиспаноамериканци | 44 (1,2%)     | 241 (6,5%)    |
| Укупно            | 3.733         | 3.705         |